# Kościół Królowej Korony Polskiej w Kotuszu
Kościół Królowej Korony Polskiej w Kotuszu – rzymskokatolicki kościół filialny położony w Kotuszu (powiat grodziski, województwo wielkopolskie). Należy do parafii św. Katarzyny i Niepokalanego Serca Najświętszej Maryi Panny w Łękach Wielkich.

## Historia i architektura
Obiekt zbudowano w latach 1890-1904 dla lokalnej społeczności protestanckiej przy drodze na Helenopol. Reprezentuje styl neogotycki, do czasów obecnych zachował się w stanie niezmienionym oraz posiada oryginalne wyposażenie. Świątynia ma kwadratową wieżę, którą wieńczy piramidalnym hełm. Przy kościele znajduje się cmentarz, a całość założenia otoczona jest metalowo-ceglanym ogrodzeniem z okresu budowy kościoła.
Zarówno kościół, jak i cmentarz i ogrodzenie wpisano do rejestru zabytków województwa wielkopolskiego (w 1996).